# Gewerbeverband Basel-Stadt
Der Gewerbeverband Basel-Stadt ist mit 5500 Mitgliedern die grösste Arbeitgeberorganisation im Kanton Basel-Stadt. Gegründet am 16. April 1834 als «Handwerkerverein von Basel», vertritt der Verband die Interessen der kleinen und mittleren Unternehmen (KMU) der Region Basel.

## Geschichte
Der Handwerkerverein von Basel wurde 1834 als Antwort auf die Trennung von Basel in die zwei Halbkantone Basel-Stadt und Basel-Landschaft (1833) und der damit einhergehenden wirtschaftlichen Isolation der Stadt gegründet. Der gegenseitige Handel zwischen den beiden Basel war verboten und Basel-Stadt als Grenzstadt verspürte zusätzlich wirtschaftlichen Druck von Südbaden und dem Elsass. Die Zünfte der verschiedenen Handwerker wollten sich gemeinsam gegen den Schmuggel fremder Ware wehren und ihre Interessen bei der Regierung stärker vertreten. Die Vertreter im Handwerkerverein standen den neuen und liberalen Ideen in der Schweiz mit grosser Skepsis gegenüber. Bis in die 1870er Jahre stand der Verein grossen inneren Spannungen gegenüber und löste sich mehrere Male auf, um sich neu zu gründen. Während sich der Verein, jetzt in Handwerker- und Gewerbeverein umbenannt, bis in die 1870er für gemeinnützige Anliegen einsetzte und beispielsweise bei der Errichtung einer Bibliothek und eines Lokals der Safranzunft mit einem hohen Geldbetrag zur Seite stand, war er in politischen Fragen stark gespalten. Mit Theodor Hoffmann-Merian, dem ersten Präsidenten, hatte man einen liberalen Visionär gefunden, der Anfang der 1860er Jahre die neue Vereinigung gründete, welche zum ersten Mal nicht ausschliesslich aus Handwerkern bestand. Das Handwerk und das Gewerbe hatten nun einen Gewerbeverein, der ihrem Anliegen Gehör verschaffen konnte. Acht Jahre nach der erfolgreichen Gründung wurde in Basel die Handels- und Gewerbefreiheit eingeführt.

## Verband
Der Gewerbeverband Basel-Stadt wurde am 16. April 1834 gegründet. Er ist mit 5500 Mitgliedern und 70 Mitgliedverbänden die grösste Arbeitgeberorganisation im Kanton Basel-Stadt und vertritt die Interessen der kleinen und mittleren Unternehmen (KMU) der Region Basel. Der Gewerbeverband ist der wirtschaftliche Dachverband der Berufs- und Branchenorganisationen im produzierenden, verarbeitenden und dienstleistenden Basler Gewerbe und der kleinen und mittleren Unternehmen.

## Organisation
Das oberste Organ des Verbandes ist die Delegiertenversammlung. In der Delegiertenversammlung, welche mindestens vier Mal pro Jahr stattfindet, stimmen die Delegierten über die strategische Grundrichtung sowie die politische Stossrichtung ab. Der Vorstand besteht aus einem Präsidenten / einer Präsidentin, zwei Vizepräsidenten und maximal zehn weiteren Mitgliedern, die als Unternehmer die verschiedenen Branchen vertreten. Zudem sind zahlreiche Kommissions- und Branchengruppen beim Gewerbeverband Basel-Stadt angesiedelt, welche fachspezifisches Wissen im Rahmen von politischen Stellungnahmen und Anträgen mit einbringen.

## Präsidenten und Direktoren

### Präsidenten
- 1867–1869 Theodor Hoffmann-Merian
- 1869–1871 Albert Bischoff-Sarasin
- 1871–1872 Theodor Hoffmann-Merian
- 1872–1873 Friedrich Goppelsröder
- 1873–1877 Theodor Hoffmann-Merian
- 1877–1878 Albert Lotz
- 1878–1880 Franz La Roche
- 1880–1882 Theodor Hoffmann-Merian
- 1882–1884 Albert Huber
- 1884–1885 Ed. Werdenberg
- 1885–1891 Robert Bindschedler
- 1892–1894 Jaques Vogt
- 1894–1896 Anton Stempfle
- 1896–1902 Emanuel Göttisheim
- 1902–1906 Gustav Pfeiffer
- 1906–1907 Emil Müry-Flück
- 1907–1908 Gustav Pfeiffer
- 1908–1909 Wolfgang Börlin
- 1909–1912 Hans Abt-Ettlin
- 1912–1927 Gottfried Höchli
- 1927–1930 Jakob Tschopp
- 1931–1954 Gustav Bohny
- 1955–1972 Eduard Voellmy
- 1972–1986 Marcel Fischer
- 1987–1997 Werner Oser
- 1998–2010 Werner Schmid
- 2011–2022 Marcel Schweizer
- seit 2023 Hansjörg Wilde

### Direktoren
- 1867–1871 Friedrich Goppelsröder
- 1872–1874 R. Kelterborn
- 1875–1877 Franz La Roche
- 1878–1879 Louis Sigmund
- 1880 August Schetty-Eisenlohr
- 1881–1883 Karl Hübscher
- 1884   Werner Rumpf
- 1885–1890 Lucius Salis
- 1891–1892 H. Mohn
- 1892–1907 – 1913 J.J. Lüssi
- 1914–1915 Eugen Cremer
- 1916–1918 Otto Amsler-Aubert
- 1919–1920 A. Blatter
- 1921–1959 Hans Gerster
- 1954 – 1950 Ernst Weisskopf
- 1950–1984 Eduard Frei
- 1984–2001 Christoph Eymann
- 2001–2012 Peter Malama
- 2013–2022 Gabriel Barell
- seit 2023 Reto Baumgartner